# Woodbastwick
Woodbastwick är en civil parish i Storbritannien.   Den ligger i grevskapet Norfolk och riksdelen England, i den sydöstra delen av landet, 170 km nordost om huvudstaden London. Antalet invånare är 362. Arean är 19,0 kvadratkilometer.
Terrängen i Woodbastwick är mycket platt.